# Glavna cesta 8
Die Glavna cesta 8 (slowenisch für Hauptstraße 8) ist der kurze verbliebene Rest einer Hauptstraße erster Klasse in Slowenien.

## Verlauf
Die Straße, ursprünglich ein Teil der früheren jugoslawischen M1, führt von der Autobahn Avtocesta A2 zur Hitra cesta H3 im Nordwesten der Landeshauptstadt Ljubljana (deutsch Laibach).
Die Restlänge der Straße beträgt 2,9 km.